# Sportul în Letonia

## Fotbal
Fotbalul a fost cel mai popular sport din Letonia în prima perioadă de independență, din anul 1918 până în 1940.
Echipa națională a Letoniei a participat la etapa finală a Campionatului European de fotbal din 2004. Cel mai bun marcator al echipei naționale de fotbal a Letoniei este Maris Verpakovskis.

## Hochei
Cel mai popular sport din Letonia este hocheiul. În 1908, primul meci canadian de hochei a avut loc pe teritoriul Imperiului Rus între echipele locale din Union și Shooting Park. Letonia este membră a Federației Internaționale de Hochei pe Gheață . Echipa națională a participat la mai multe campionate mondiale și la Jocurile Olimpice de iarnă din 1936. Din 1940 până în 1991, Letonia a făcut parte din Uniunea Sovietică . Letonii au jucat un rol important în crearea hocheiului pe gheață în Uniunea Sovietică. Dinamo Riga a fost una dintre cele unsprezece echipe care au jucat în primul campionat sovietic 1946/1947. Portarul leton Harijs Melups a fost principalul portar al echipei naționale a Uniunii Sovietice la prima competiție internațională din 1948.
Hocheiul pe gheață din Letonia s-a confruntat cu o recesiune în anii 1960, Dynamo Riga retrogradând din liga superioară în prima ligă și apoi în liga a doua. Revenirea a început în anii 1970, sub conducerea lui Viktor Tihonov, care ulterior a început să antreneze CSKA și echipa națională a URSS. În sezonul 1973/1974, Dinamo Riga a revenit în Premier League, unde a rămas până în 1991.
În 1975, Viktor Khatulev, la vârsta de 20 de ani, a devenit primul jucător de hochei sovietic care a fost recrutat în NHL. Selecție proiectată de Philadelphia Flyers  Helmut Balderis este considerat cel mai bun jucător leton de hochei pe gheață din întreaga sa istorie. În campionatele URSS, Balderis a marcat 333 de goluri. A fost golgheter în 1977 și 1983 și a fost numit Jucătorul Anului în 1977. Ca parte a echipei naționale a URSS, a devenit de trei ori campion mondial și european, a câștigat medalii de argint la Jocurile Olimpice din 1980. Cel mai bun atacant al Cupei Mondiale din 1977. Portarii Vitaly Samoilov și Arturs Irbe au mai jucat pentru echipa națională a URSS. Samoilov în echipa națională a URSS a devenit campion olimpic în 1988. Arturs Irbe a fost numit cel mai bun portar la Cupa Mondială din 1990. De două ori campion mondial (1989 și 1990).
Cel mai bun sezon pentru Dinamo Riga a venit în 1987/1988, primul sezon în stilul playoff al sistemului. Dynamo Riga a terminat pe locul trei în sezonul regulat și a pierdut în fața CSKA în finală.
După restabilirea independenței Letoniei în 1991, Letonia și-a recâștigat calitatea de membru al Federației Internaționale de Hochei pe Gheață și echipa națională a Letoniei a revenit pe arena internațională. Naționala letonă a fost repartizată în Grupa C (a treia divizie) a Campionatului Mondial. În 1994, letonii au debutat în grupa B și apoi la cel mai înalt nivel în 1997. Echipa a obținut cele mai mari rezultate din istoria modernă la campionatele mondiale din 1997, 2000, 2004, 2009, ajungând în sferturile de finală. Letonia a participat la Jocurile Olimpice de iarnă din 2002, Jocurile Olimpice de iarnă din 2006, Jocurile Olimpice de iarnă din 2010 și Jocurile Olimpice de iarnă din 2014.
Începând din 2008, cincisprezece jucători de hochei letoni joacă în NHL. Primul dintre aceștia a fost Helmut Balderis, care a venit să joace pentru Minnesota North Stars la vârsta de 36 de ani în sezonul 1989-90. Sandis Ozolins, Artur Irbe, Sergei Zholtok și Karlis Skrastins au fost cei mai de succes. Ozolins este singurul jucător leton de hochei care a reușit să câștige Cupa Stanley în sezonul 1995-96. Ozolins și Irbe au jucat în NHL All-Star Game. Alți jucători letoni care joacă în NHL: Alexander Kerch, Grigory Panteleev, Peteris Skudra, Viktor Ignatiev, Herbert Vasiliev, Kaspars Astashenko, Raitis Ivanans, Janis Sprukts, Kharijs Vitolins, Martinsh Karsums, Oskar Bartulda Zemugins, Arturs Kaspars.
În 2006, în Letonia s-a desfășurat Campionatul Mondial de hochei pe gheață.

## Baschet
Baschetul, de asemenea, este un sport destul de popular în Letonia.
Echipa națională a Letoniei a câștigat primul Campionat European în 1935 și a ajuns pe locul al doilea în Campionatul European în 1939.
În anii 1950 și începutul anilor 1960, echipa de baschet ASK Riga a fost unul dintre liderii în campionatul URSS, câștigând campionatul de mai multe ori și devenind campioni europeni de trei ori în 1958, 1959 și 1960. La Jocurile Olimpice de vară din 1960, patru letoni au participat la echipa națională sovietică, Janis Krumins, Valdis Muiznieks, Caesar Ozer și Maigonis Valdmanis au câștigat medalii de argint.
Echipa feminină TTT Riga este cel mai titrat club din Europa, URSS și Letonia. Clubul a câștigat Cupa Europei de 18 ori. Ulyana Semyonova a fost un jucător cheie. Ca parte a echipei naționale a URSS, Semyonova a devenit de două ori campioană olimpică în 1976 și 1980, precum și de trei ori campioană mondială și de 10 ori campioană europeană.
Cel mai faimos jucător leton din 1980 a fost Valdis Valters. A câștigat Campionatul European cu echipa sovietică în 1981 și a fost votat cel mai valoros jucător al turneului, dar nu a avut șansa de a juca la Jocurile Olimpice din cauza boicotului sovietic la Jocurile Olimpice de vară din 1984 din Los Angeles. Un alt leton, Igor Miglinieks, a câștigat aurul cu echipa națională sovietică patru ani mai târziu, la Jocurile Olimpice de vară din 1988.
Echipa națională a Letoniei a revenit pe arena internațională ca stat independent în 1992. Clasificarea Jocurilor Olimpice de vară din 1992 a fost primul turneu pentru echipa națională a Letoniei. Jucătorii principali ai echipei naționale trebuiau să fie Igor Miglinieks și Gundars Vetra. Au avut de ales: fie să joace pentru echipa unită, care a ajuns imediat la Jocurile Olimpice, fie pentru naționala letonă, care încă trebuia să se califice. Cei doi jucători au decis să joace pentru echipa unită. Naționala letonă nu a reușit să ajungă la Jocurile Olimpice. Acest lucru a provocat o mare nemulțumire în Letonia. Igor Miglinieks și Gundars Vetra nu au jucat niciodată pentru Letonia în competiții internaționale.
După restabilirea independenței, cel mai de succes turneu pentru Letonia a fost în 2001 la Campionatul European, când echipa națională a Letoniei a ocupat locul 8. Gundars Vetra a devenit primul leton din NBA. Andris Biedrinsh în 2004 și-a prezentat candidatura pentru draftul NBA și a fost selectat în primul tur sub numărul 11 de Golden State Warriors.

## Atletism
Sportivii letoni au câștigat medalii la Jocurile Olimpice, Campionatele Mondiale și Europene. Ainars Kovals a câștigat o medalie de argint la aruncarea cu sulița la Jocurile Olimpice de la Beijing din 2008. Stanislavs Olijars a câștigat o medalie de argint în 2002 și o medalie de aur în 2006 la Campionatele Europene de 100 m. Aruncatorul de suliță Inese Jaunzeme a devenit primul atlet leton care a câștigat o medalie de aur la Jocurile Olimpice de la Melbourne din 1956. În 1960, o altă aruncătoare letonă de suliță Elvira Ozolina a câștigat medalia de aur la Jocurile Olimpice de vară. Aruncătorul leton de suliță Janis Lusis a câștigat aurul la Jocurile Olimpice de vară din 1968 și a devenit campion european de 4 ori. Lusis a stabilit două recorduri mondiale în aruncarea cu javelină, 91,68 m în 1968 și 93,80 m în 1972. Un alt aruncător de suliță, Dainis Kula, a câștigat o medalie de aur la Jocurile Olimpice din 1980.

## Tenis
De la sfârșitul anilor '80 până la începutul anilor '90, unul dintre cei mai buni jucători de tenis dublu a fost letona de origine ucraineană Larisa Neiland.
Din 2006, tenisul a devenit un sport popular în Letonia datorită realizărilor lui Ernest Gulbis. A ajuns în runda a 4-a a U.S. Open în 2007, unde în runda a 3-a a învins cea de-a opta rachetă a lumii, Tommy Robredo; în 2008, a pierdut în sferturile de finală ale French Open împotriva numărului trei mondial Novak Đoković. Gulbis a ajuns la poziția a treizeci și opta în clasamentul ATP și nu este singurul leton care a jucat tenis la nivel profesional.

## Bobsleighșiskeleton
Sportivii letoni din aceste sporturi au urcat pe podium de 250 de ori; este cel mai de succes sport din Letonia.
- Federația Bobsleigh și Skeleton din Letonia

## Galerie
Sportivi letoni celebri:

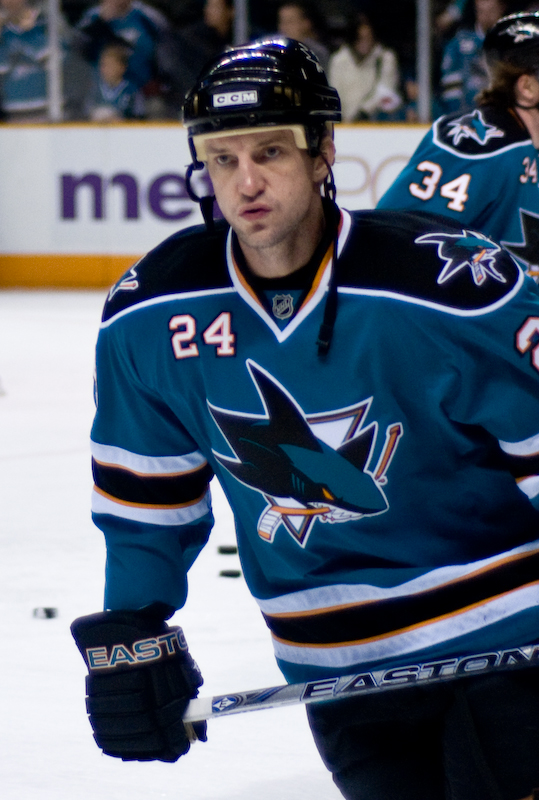
Sandis Ozolins⁠(d)
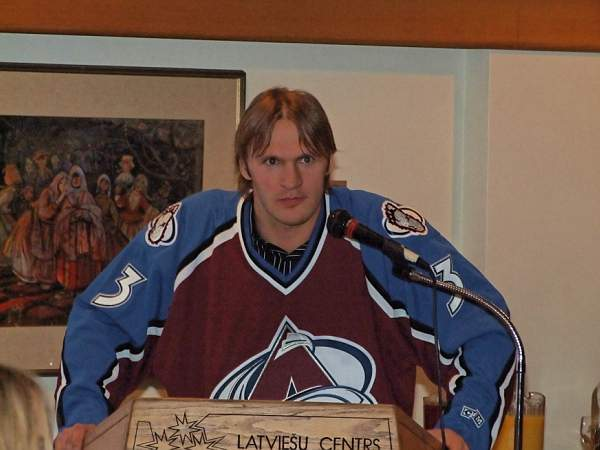
Karlis Skrastynsh⁠(d)
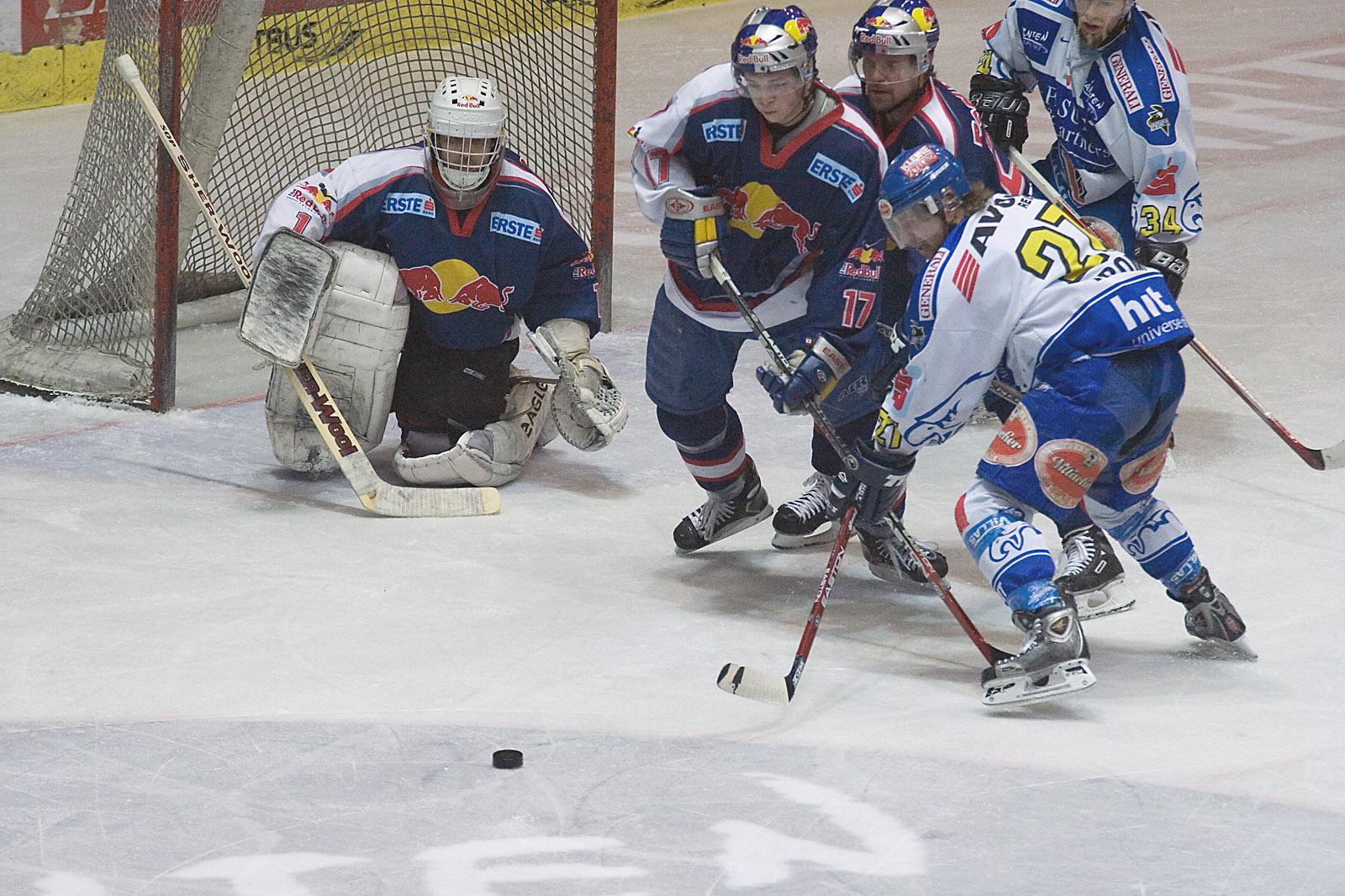
Arturs Irbe⁠(d)
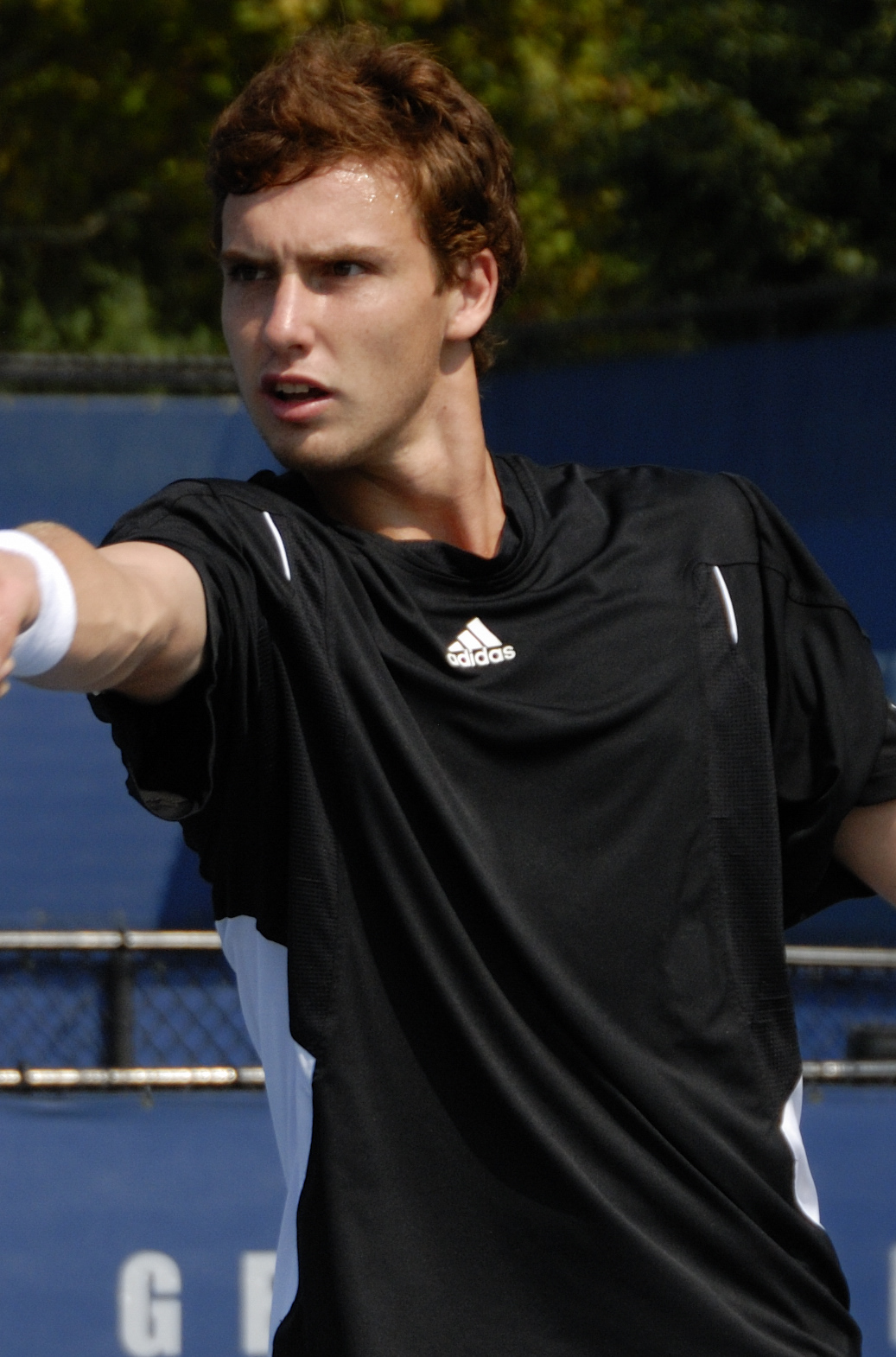
Ernest Gulbis⁠(d)
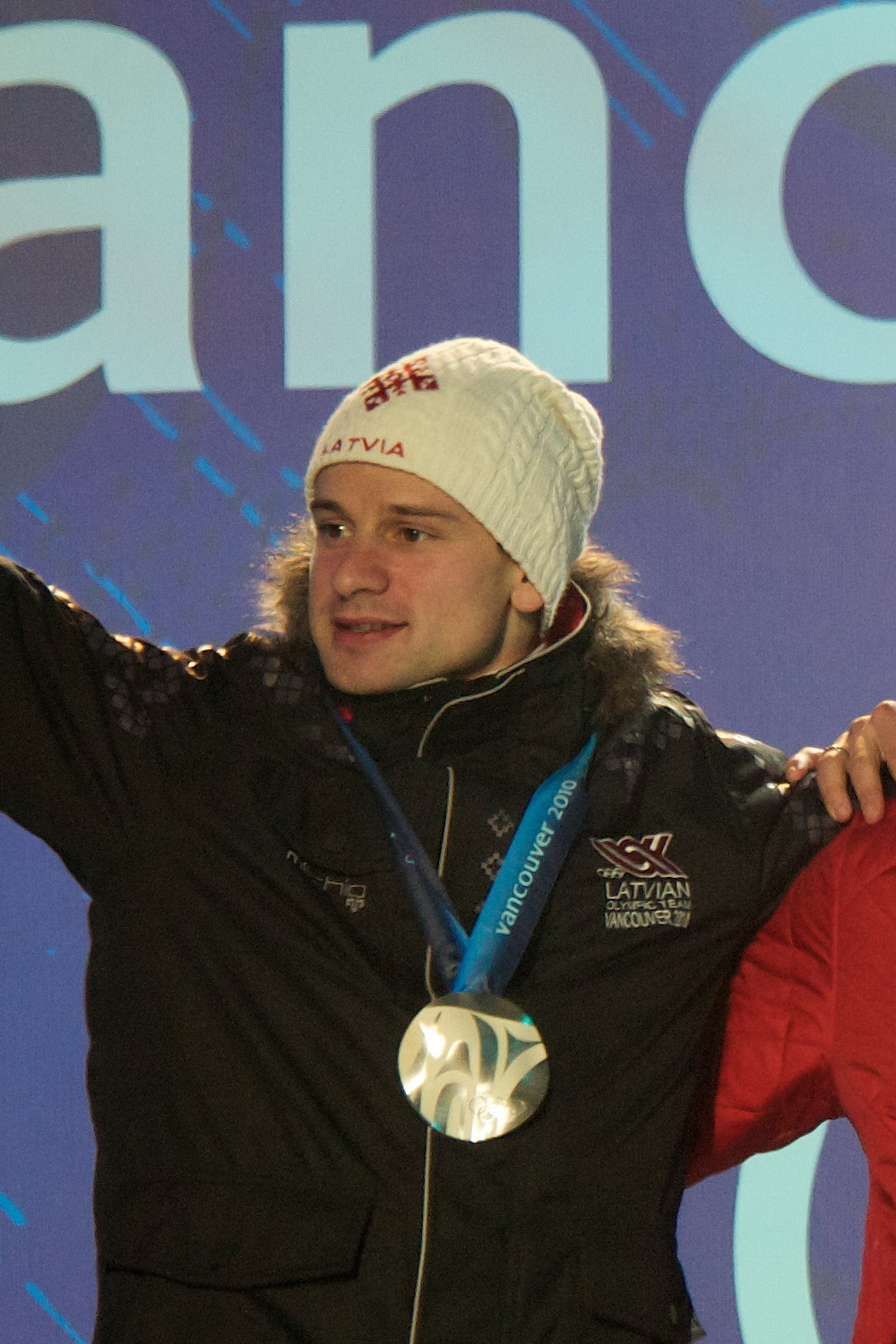
Martins Dukurs
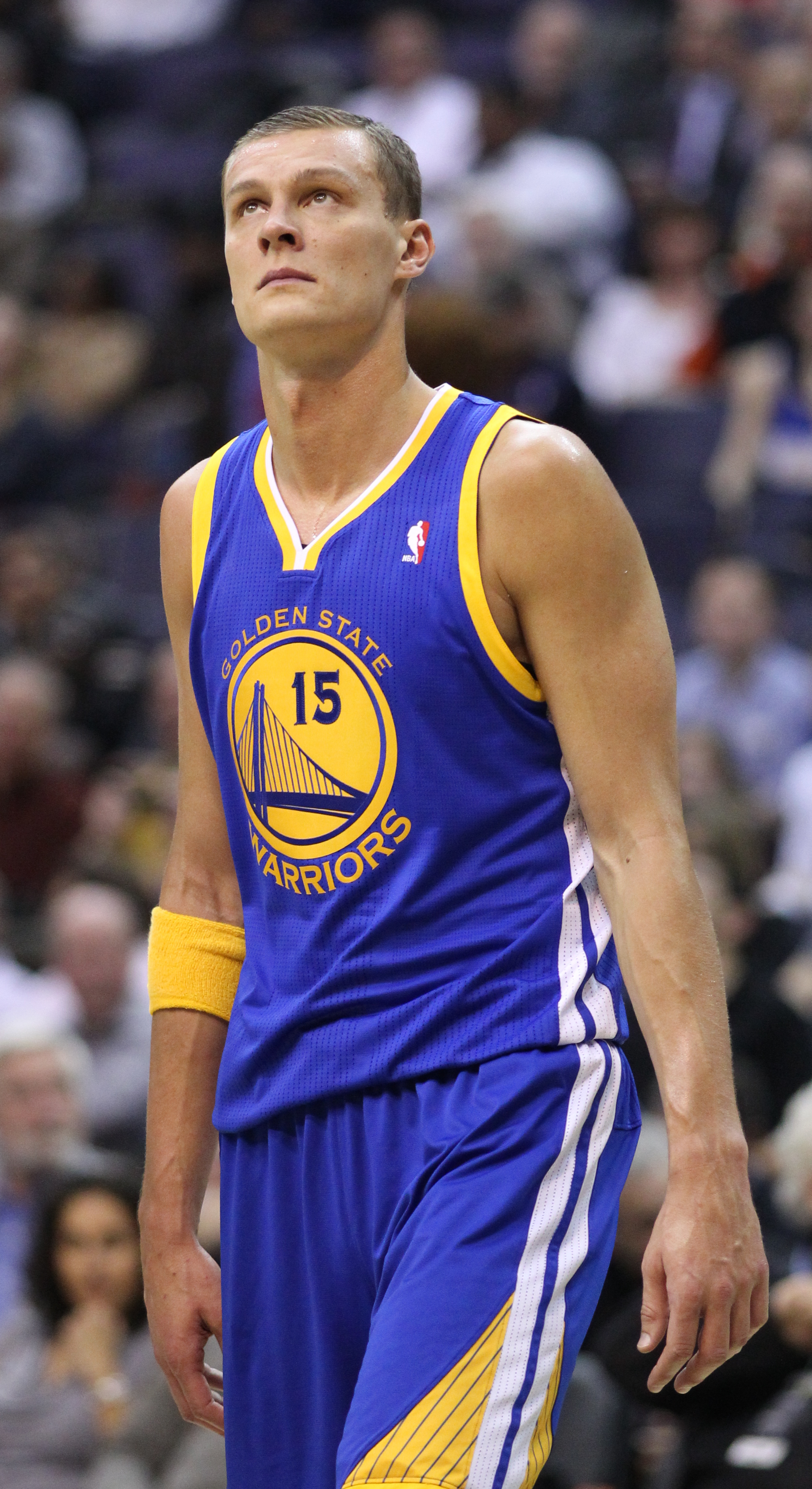
Andris Biedrinsh⁠(d)
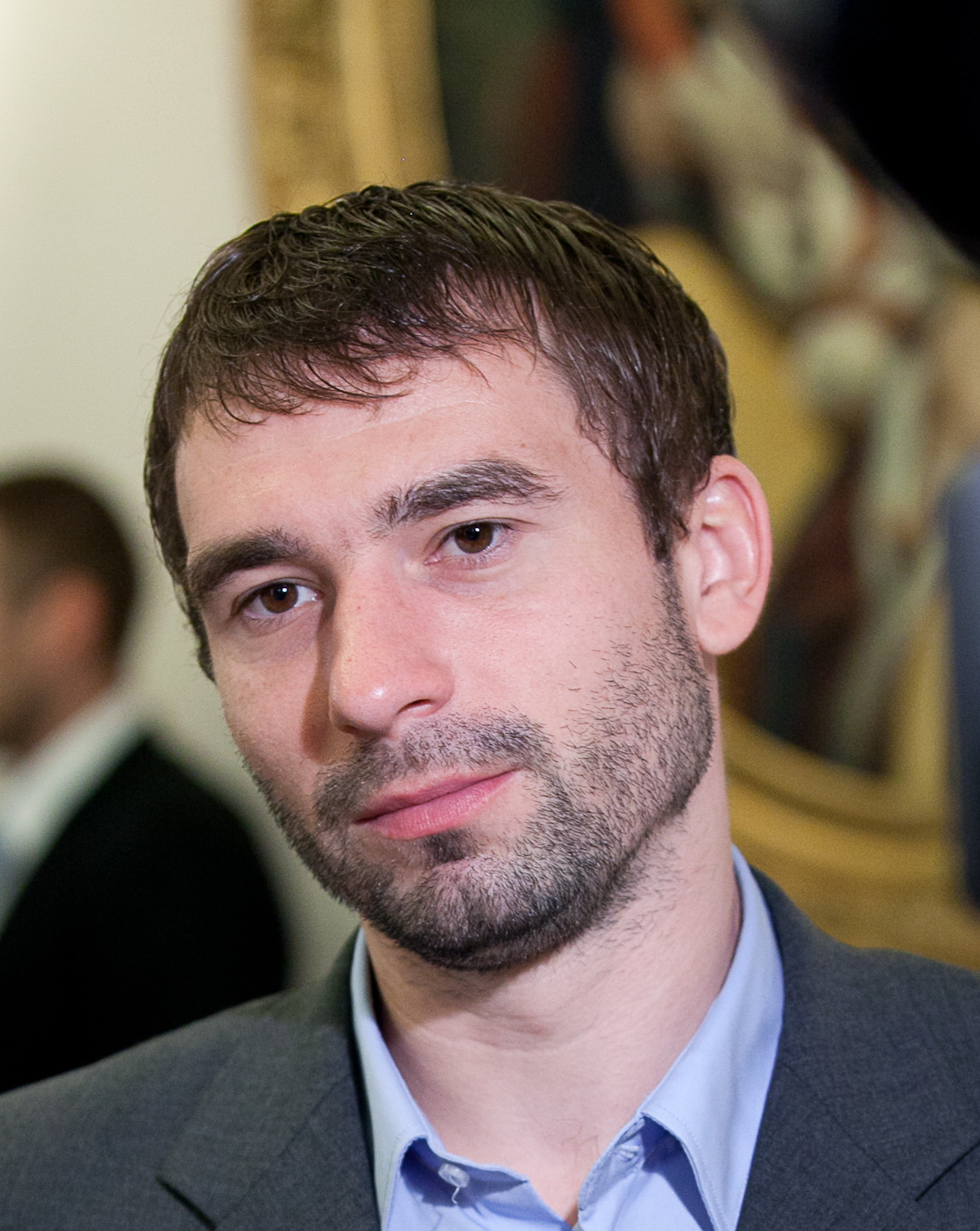
Edgars Masalskis⁠(d)
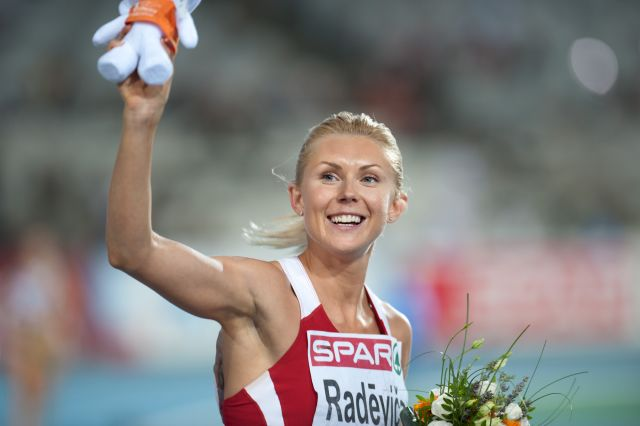
Ineta Radevicha⁠(d)
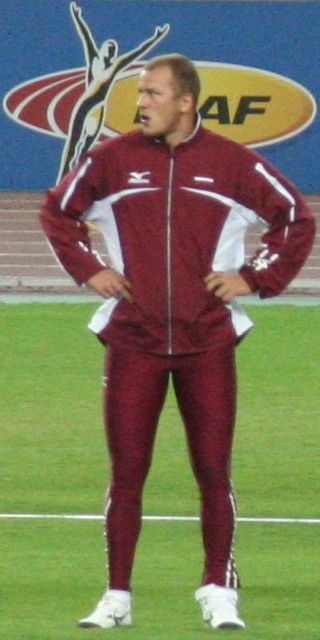
Vadim Vasilevsky⁠(d)
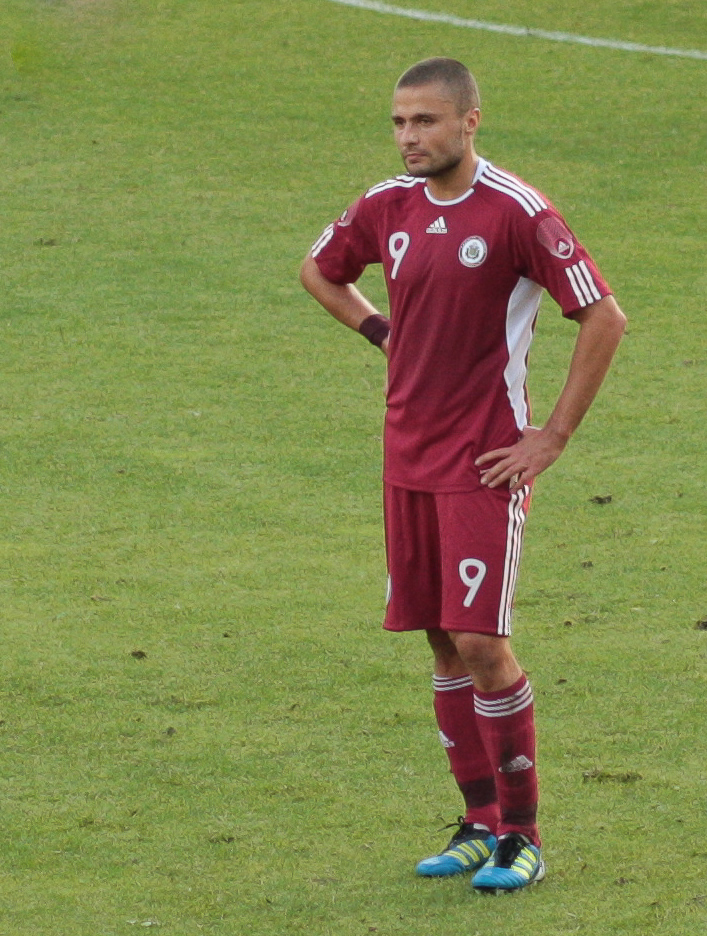
Maris Verpakovskis⁠(d)